# Diario de Navarra
Diario de Navarra es un periódico editado en Pamplona (Navarra). Junto con Diario de Noticias de Navarra, es uno de los dos principales periódicos navarros.
Fue fundado en 1903 por un grupo de 56 empresarios locales y se ha editado desde entonces sin interrupción, por lo cual es uno de los más antiguos de España. Su orientación política ha sido tradicionalmente de carácter conservador y regionalista en defensa del régimen foral de Navarra dentro de España. Ideológicamente su línea editorial actual es similar a la de UPN. El Diario de Navarra acapara más del 70% del mercado regional, cifras no superadas por ningún otro periódico en España.
Su empresa matriz La Información S.A. está presidida por Luis Colina Lorda.

## Estatutos
La condición de accionista se ve restringida por sus estatutos al cumplimiento de una serie de condiciones, como es la de «tener la vecindad foral navarra, haberla tenido con anterioridad o ser descendiente por línea directa de quien hubiese tenido dicha condición civil”» (art. 4.º), supeditada la transmisión de sus acciones a que los adquirentes reúnan la anterior condición (art. 11.º), reservándose los actuales accionistas y su Consejo de Administración el derecho de adquisición preferente de las mismas.
Ninguno de los actuales 600 accionistas, la mayoría descendientes de aquellos 56 socios iniciales, posee, por limitación estatutaria más de 180 votos en las juntas que se celebren, independientemente del número de acciones que posean.

## Directores
Desde su fundación ha tenido los siguientes directores: José Vicente Berazaluce Ramos (1903-1905), Eustaquio Echauri Martínez (1905-1906), Mario Ozcoidi Castán (1906-1912), Raimundo García García «Garcilaso» (1912-1962), José Javier Uranga Santesteban «Ollarra» (n. 1925) (1962-1990), Julio Martínez Torres (1990-2005), Inés Artajo Ayesa (2006-2021) y Miguel Ángel Riezu Boj (2021-).
El 23 de septiembre de 2021 Miguel Ángel Riezu Boj sustituyó a la anterior directora Inés Artajo Ayesa, quien había sido la primera mujer en alcanzar el puesto de directora de este diario.

## Inicios e influencia
El 25 de febrero de 1903 salió su primer número, cuando Pamplona contaba con 30 000 habitantes; en la época competía con otros tres periódicos, dos de ellos tradicionalistas —El Pensamiento Navarro y La Tradición Navarra— y uno liberal, El Eco de Navarra, el más antiguo de todos ellos.
Se inició como independiente tal y como reflejaba el Art. 2 de sus estatutos:

Se inspirará, no obstante, sin alardes innecesarios, en los verdaderos sentimientos religiosos del país; no se convertirá, directa ni indirectamente, en órgano de ningún partido político; sabrá recoger y mantener las enseñanzas del orden social de la familia y de la propiedad, defenderá resueltamente nuestro régimen privativo y procurará orientar a la opinión con un criterio recto y elevado independientemente de toda agrupación política. Habrá de distinguirse también la nueva publicación por su parquedad en tributar alabanzas y por su templanza e imparcialidad para examinar la gestión de las autoridades locales, formulando respetuosa censura, o tributando el debido aplauso, sean cuales fueren las personas que adopten los acuerdos
Artículo 2 de los estatutos de Diario de Navarra

Los primeros años del periódico fueron tortuosos. Su primer director en 1903, José Vicente Berazaluce, había sido antes director del Eco de Navarra. Le sucedió Eustaquio Echauri en 1905 «Fradúe», antiguo sacerdote que debió abandonar la dirección tras ser condenado a destierro por una querella interpuesta por el rector del Seminario. Asumió la dirección Mario Ozcoidi Castán quien se vio involucrado en otro proceso judicial, en el que fue condenado a ocho años y un día de presidio mayor por haber aparecido en una edición del periódico un texto contra el monarca Alfonso XIII; tras tres meses en prisión fue finalmente indultado, abandonando poco después la dirección en 1912 en favor del madrileño Raimundo García García «Garcilaso», que ejerció el cargo durante 50 años.
En 1921 se instaló la sede central en la calle Zapatería, 49, donde hoy día aun permanece.
En su dirección y debido a su implicación política, que le llevó a ser diputado durante la dictadura de Primo de Rivera y en la II República, el rotativo tuvo un influencia destacada en la guerra civil española, pues en mayo de 1936, su director, Raimundo García García «Garcilaso» fue mediador entre los carlistas navarros y el general Mola en la trama navarra del golpe de Estado que dio inicio al levantamiento armado de los sublevados contra el orden constitucional de la República, manteniendo así mismo reuniones con el general Sanjurjo. La línea editorial del periódico fue favorable al fascismo y el nazismo durante esta época y, desde la llegada al poder de Adolf Hitler en 1933, Diario de Navarra ensalzó su figura con crónicas enviadas por un redactor alemán desde Berlín. Artículos como «Hacia el fascismo», firmado por Hilario Yaben, y los elogios al führer por parte de su director —quien en junio de 1933 afirmaba: «Hitler vuelve a convertir al Reich en aquella colmena laboriosa y avasalladora»—, contribuyeron a preparar el golpe de 1936. El propio «Garcilaso» sentenciaba con motivo del cumpleaños de Hitler, el 20 de abril de 1945 desde las páginas del diario: «Hitler ha puesto la más alta marca de la historia», y le dedicaba una necrológica el 2 de mayo donde lamentaba tanto su fallecimiento como el de Mussolini: «Muertos ambos, no puede sorprender a nadie que en tal momento pronunciemos nosotros sus nombres con amor también y pidamos por sus almas a Dios».
En 1962 y hasta 1990, García es sucedido por José Javier Uranga Santesteban «Olarra» que el 22 de agosto de 1980 fue ametrallado por ETA, salvando milagrosamente la vida tras haber recibido numerosos impactos.
El 7 de mayo de 1968 sería secuestrada su edición, al igual que la de El Pensamiento Navarro, por reproducir el discurso de Auxilio Goñi Donázar en los actos de Montejurra.
Con el tiempo ha logrado no solo ser el periódico de mayor venta en Navarra sino también uno de los de mayor penetración e influencia en una región, a pesar de un fuerte descenso tanto en las ventas como en la publicidad que amenaza la supervivencia a medio plazo del grupo. Su difusión ha pasado de 64 000 ejemplares en 2008 a 37 000 en noviembre de 2013 para una población de 600 000 habitantes compitiendo en la esfera regional con el más reciente Diario de Noticias de Navarra, este último perdiendo un 13,6% de lectores y sitúandose en 70000 lectores frente a Diario de Navarra que perdió el 12,4% situándose en 167000 lectores, ambos en 2016.
El 1 de marzo de 2014, a pesar de presentar beneficios cercanos a los tres millones de euros, Diario de Navarra se convirtió en el primero de los grandes periódicos españoles en aplicar el Convenio Estatal de Prensa Diaria a sus trabajadores, lo que supuso bajadas salariales del 50% aprovechando la Reforma Laboral introducida por el Gobierno del Partido Popular. La decisión se encuentra recurrida ante el Juzgado de lo Social de Pamplona, pendiente de resolución.

## Relaciones empresariales
La influencia del periódico se extiende a otros ámbitos de la sociedad navarra:
- Participando de la organización de Canal 4 Navarra,[16] EGN y el periódico gratuito Vivir Pamplona que se denominó posteriormente ADN tras un acuerdo con el Grupo Planeta (La Razón y Avui).

- En el ámbito radiofónico a través de Navarra de Radio y Radiodifusión Económica dirige Radio Navarra y tras la ruptura reciente de sus relaciones con el grupo radiofónico COPE firmó un acuerdo con Uniprex S.A. del Grupo Antena 3, propietaria de Onda Cero y Europa FM.

- También mantiene relación profesional, a través de Ibercentro Medios S.L.,[17] con el Heraldo de Aragón, vinculado a Ibercaja.[18]

- Su actual director general forma parte del Consejo General de Caja Navarra en representación de la Confederación de Empresarios de Navarra (CEN).[19]

## Suplementos locales
La información referida a las merindades de Navarra tiene gran importancia en el periódico. Semanalmente los siguientes suplementos de información local: Tudela y la Ribera (merindad de Tudela), Tierra Estella (Estella), Cidacos (Tafalla y Olite) y Eco del Pirineo (zona norte de Navarra).